# Mount Currie, Northern Territory
Mount Currie är ett berg i Australien. Det ligger i regionen MacDonnell och territoriet Northern Territory, omkring 1 400 kilometer söder om territoriets huvudstad Darwin. Toppen på Mount Currie är 653 meter över havet, eller 56 meter över den omgivande terrängen. Bredden vid basen är 0,98 km.
Trakten runt Mount Currie är nära nog obefolkad, med mindre än två invånare per kvadratkilometer.. Det finns inga samhällen i närheten.
Omgivningarna runt Mount Currie är i huvudsak ett öppet busklandskap. Genomsnittlig årsnederbörd är 311 millimeter. Den regnigaste månaden är april, med i genomsnitt 56 mm nederbörd, och den torraste är augusti, med 3 mm nederbörd.